# حاسي بونيف
حاسي بونيف إحدى بلديات ولاية وهران.